# محمود الأفغاني
محمود نديم عبد الحميد الأفغاني (1912 - 4 نوفمبر 1978) شاعر فلسطيني. ولد في يافا لوالد متضلّع في الدين واللغة العربية من أسرة آل الشكري الكابلي الأفغاني، فتفقّه ابنه بالعلوم الدينية،‌ وأتقن محمود التركية والفارسية. أنهى الثانوية في مسقط رأسه. ثم درس على محمد أمين الكردي، وأبو الإقبال اليعقوبي، ومحمد إسماعيل الريماوي. تنقّل بعد النكبة 1948 مع أسرته بين يافا وبيت لحم، قبل أن يستقر به المقام في السلط، ثم عمّان التي توفِّي فيها والده. اعتُقل ثلاث مرات زمن الانتداب البريطاني على فلسطين. كتب الشعر وهو ابن سبع سنين، ونشر كتاباتِه في صحيفة «فلسطين»، وفي عدد من الصحف العربيّة. لُقّب بشاعر شباب فلسطين. توفي في عمان. له ديوان نشر بعد وفاته في 1983. 

## سيرته
ولد محمود نديم بن عبد الحميد بن عبد الحكيم خان الأشكري الكابلي الأفغاني سنة 1912 م/ 1330 هـ أو يقال 1925 م/ 1343 هـ في مدينة يافا بفلسطين الانتدابية لعائلة من أصل أفغاني ونشأ بها. درس الابتدائية والثانوية فيها. كان والده تاجراً اتّخذ من دكّان تقع في شارع إسكندر عوض في يافا متجراً له. وكان محمود شاباً يلتقي فيه من طلبة الجامعة الأمريكية ببيروت. 

درس على والده أولًا عبد الحميد خان آل الشكري الكابلي الأفغاني الذي كان بارزًا في علوم اللغة والدين والأدب الفارسي ثم على محمّد أمين الكردي، وأبي إقبال اليعقوبي، ومحمد إسماعيل الريماوي.

تنقّل مع أسرته بين يافا وبيت لحم قبل أن يستقر به المقام في السلط، وعمّان التي توفي فيها والده. اعتقل محمود الأفغاني زمن الانتداب البريطاني على فلسطين في سجن يافا المركزي، ثمّ في سجن عوجة الحفير، وسجنّ مرة ثالثة في سجن صرفند العسكري.

عمل في تجارة التحف الشرقية، كما عمل مستشارًا لمتحف اللوفر بباريس، وخبيرًا متخصصًا في التحف والمسكوكات الشرقية. ورأس جمعية التحف الشرقية في فلسطين والأردن، وكان عضوًا في عدة مجامع لغوية وجمعيات أهلية، منها جمعية الشبان المسلمين في فلسطين.

توفي محمود الأفغاني يوم 4 نوفمبر 1978/ 4 ذو الحجة 1398 في عمّان ودفن فيها. 

## شعره
كتب الشعر وهو ابن سبع سنين، ونشره في جريدة «فلسطين». وله رباعيات. نشر أشعاره في عدد من الصحف الأردنية والفلسطينيّة، والعربيّة. وأطلق عليه لقب «شاعر الشباب» و «شاعر شباب فلسطين» ولم يعرف عنه أنّه أصدر كتباً في حياته غير أن أبناءَه قاموا بجمع أشعاره، وطبعها وصدرت في عمان سنة 1983 بعنوان «ديوان الأفغاني، شاعر شباب فلسطين». ذكر في معجم البابطين عنه «شعره غزير، نظم على الموزون المقفى وتنوعت قوافيه في القصيدة الواحدة، استأثرت القضية الفلسطينية بأكثر شعره، فنظم في المناسبات التي تؤلّب عليه
أشجان المحنة وذكرياتها، وعلى الرغم من نبرة الأسَى التي تسم شعره، إلا إن روحًا متفائلة تظهر عادة في نهايات القصائد. له شعر في الوجدانيات والإخوانيات والرثاء، كما نظم الرباعيات والموشحات، فتنوعت أبنيته وأساليبه وتميزت تراكيبه بالمتانة، لغته سلسة وخياله قليل متفق مع معانيه وأغراضه.» 

## جوائزه
- وسامًا من الملك محمد الخامس ملك المملكة المغربية تقديرًا لإبداعه[2]
- 1965: وسامًا من البابا بولس السادس في مناسبة زيارة البابا للأردن.[2]

## وصلات خارجية
- في موقع الأرشيف المجلات